# 아산밸리로
아산밸리로(Asanvalley-ro)는 충청남도 아산시 둔포면 운영삼거리와 둔포면 봉재교차로 를잇는 충청남도의 도로이다.

## 주요 경유지
충청남도
- 아산시 (둔포면 . 음봉면)

## 노선
| 이름             | 접속 노선                  | 소재지 | 소재지 | 비고 |
| ---------------- | -------------------------- | ------ | ------ | ---- |
| 운영삼거리       | 국도 제43호선 (세종평택로) | 아산시 | 둔포면 |      |
| 둔포산단1 교차로 | 아산밸리북로               | 아산시 | 둔포면 |      |
| 둔포산단2 교차로 | 아산밸리중앙로             | 아산시 | 둔포면 |      |
| 둔포산단3 교차로 | 아산밸리남로               | 아산시 | 둔포면 |      |
| 둔포산단4 교차로 |                            | 아산시 | 둔포면 |      |
| 둔포산단5 교차로 |                            | 아산시 | 둔포면 |      |
| 둔포산단6 교차로 | 아산밸리동로               | 아산시 | 둔포면 |      |
| 둔포천교         |                            | 아산시 | 음봉면 |      |
| (이름없음)       | 관용로                     | 아산시 | 둔포면 |      |
| 봉재교           |                            | 아산시 | 둔포면 |      |
| 봉재 교차로      | 국도 제43호선 (세종평택로) | 아산시 | 둔포면 |      |

## 주요 건물 및 시설
- 이마트24 아산스페이스 마리점 (아산밸리로 461/신휴리 792)